# Mount Harriet
Mount Harriet är en kulle i territoriet Falklandsöarna (Storbritannien). Den ligger i den östra delen av landet. Toppen på Mount Harriet är 291 meter över havet.
Terrängen runt Mount Harriet är platt åt sydost, men åt nordväst är den kuperad. Trakten runt Mount Harriet består i huvudsak av hed.